# Zborov na Moravě
Zborov (deutsch Zborow) ist eine Gemeinde in Tschechien. Sie liegt acht Kilometer nordwestlich von Zábřeh und gehört zum Okres Šumperk.

## Geographie
Zborov befindet sich am nördlichen Fuße des Berges Háječek (603 m) in der Drozdovská vrchovina (Drosenauer Bergland). Das Dorf liegt im Naturpark Březná. Nördlich erhebt sich die Rozsocha (518 m).
Nachbarorte sind Na Horách, Bušín und Olšany im Norden, Klášterec und Bohutín im Nordosten, Bludov und Vyšehoří im Osten, Postřelmůvek und Rovensko im Südosten, Svébohov und Na Dole im Süden, Jedlí im Südwesten, Na Kluči im Westen sowie Horní Studénky im Nordwesten.

## Geschichte
Die erste schriftliche Erwähnung von Zborov erfolgte 1464, als die Tunkl von Brníčko das Dorf zusammen mit weiteren Orten der Herrschaft Schildberg erwarben und der Herrschaft Hohenstadt zuschlugen. Im Hufenregister von 1677 sind für Zborov zehn Anwesen ausgewiesen, von denen eines wüst lag. Seit 1820 wurde in Zborov in der Filialschule unterrichtet. 1834 bestand das Dorf aus 69 Häusern und hatte 453 Einwohner. Bis zur Mitte des 19. Jahrhunderts blieb Zborov immer zu Hohenstadt untertänig.
Nach der Aufhebung der Patrimonialherrschaften bildete Zborov / Zborow ab 1850 eine politische Gemeinde im Bezirk Hohenstadt. Wegen seiner Gebirgslage war die Landwirtschaft wenig ertragreich, so dass sich die Bewohner im Heimarbeit vor allem mit der Fertigung von Holzwaren ein Zubrot verdienten. 1858 erhielt Zborov eine eigene Schule. Im Jahre 1900 lebten in den 75 Häusern des Ortes 391 Menschen.  1930 hatte Zborov 378 Einwohner, davon fünf Deutsche.
Nach dem Münchner Abkommen wurde das fast nur von Tschechen bewohnte Dorf 1938 dem Deutschen Reich zugeschlagen und gehörte bis 1945 zum Landkreis Hohenstadt. 1939 hatte Zborow 383 Einwohner. Nach dem Ende des Zweiten Weltkrieges kam Zborov zur Tschechoslowakei zurück. Ein Teil der Einwohner verließ den Ort und siedelte in die Grenzgebiete um.
1950 lebten in der Gemeinde 278 Menschen in 83 Häusern. Nach der Auflösung des Okres Zábřeh kam Zborov mit Beginn des Jahres 1961 zum Okres Šumperk. 1976 wurde die Schule geschlossen. Zwischen 1985 und 1991 war der Ort nach Štíty eingemeindet. 1991 lebten in Zborov 236 Menschen, der Ort bestand aus 54 Wohnhäusern. 1992 entstand die Gemeinde Vyšehoří wieder, sie führt ein Wappen und Banner.
Zborov ist ein Wintersportort, am Háječek wird ein Skilift betrieben.

## Gemeindegliederung
Für Gemeinde Zborov sind keine Ortsteile ausgewiesen.

## Sehenswürdigkeiten
- Kapelle
- Aussichtsberg Háječek